# Confederate Motors
Confederate Motors, Inc. (antes Confederate Motor Company, Inc.) es un fabricante de motocicletas de gama alta en Birmingham, Alabama. Fue fundada en 1991 por el abogado litigante H. Matthew Chambers, como una iniciativa que busca el "diseño inteligente a través de verdadera inspiración americana."

## Historia
La compañía abrió su primera tienda en San Francisco, California en 1992, pasando en 1993 a una tienda prototipo en Nueva Orleans, Luisiana. Su primera motocicleta salió de la línea de producción el 11 de noviembre de 1994.  Las motos de la compañía son distribuidos por Birmingham Speed of América.
Después de los severos daños causados en fábrica en agosto de 2005 por el huracán Katrina, Confederate Motors trasladó su sede corporativa y las operaciones de montaje a un almacén en el centro de Birmingham, Alabama. La producción se reanudó después de la reorganización y se movió a principios de 2006, con un anuncio en mayo de sus planes de expansión (valuados en $5 millones de USD) para producir un tercer modelo más accesible.

## Productos

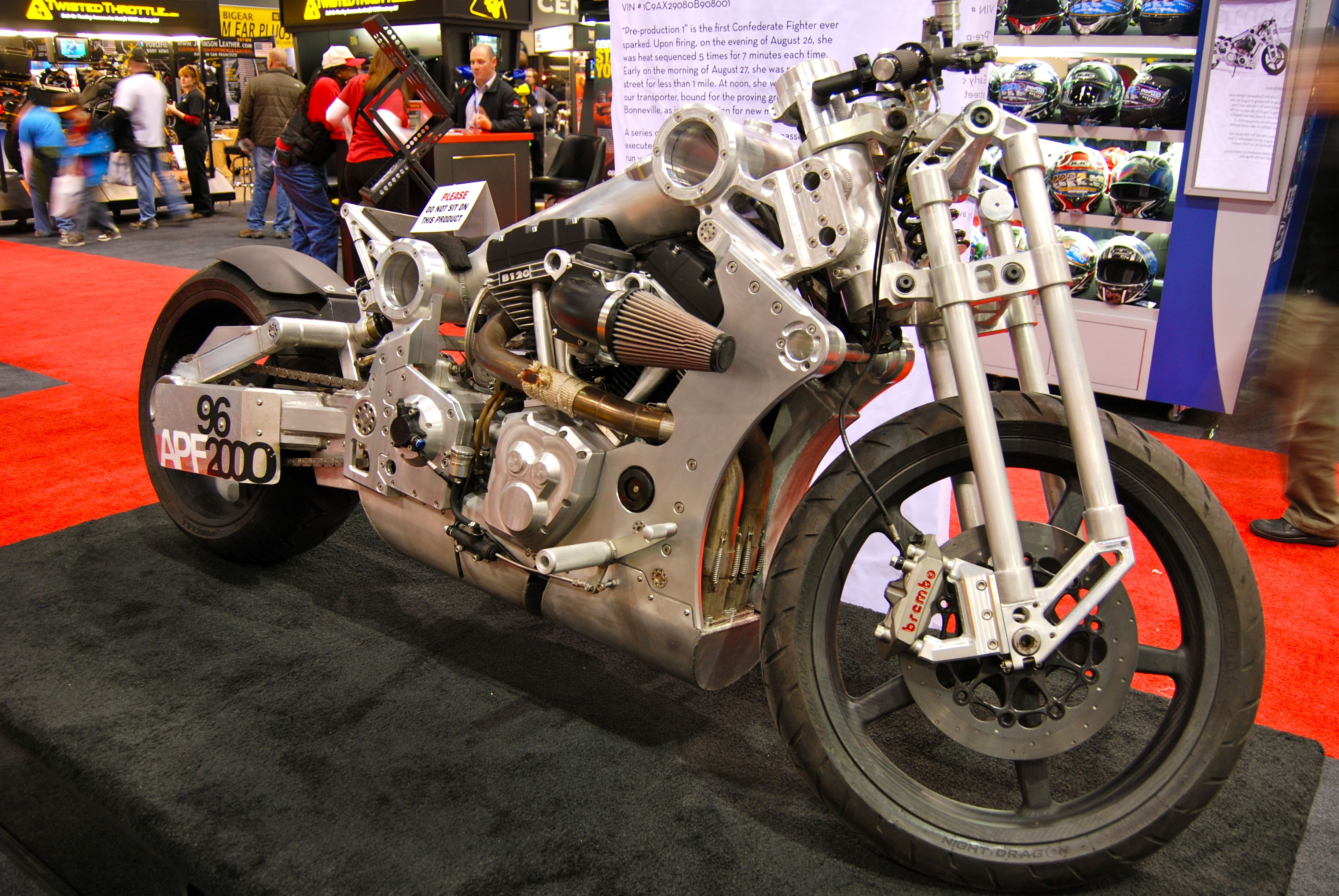
«Pre-production 1» es la primera "Confederate Fighter". El promedio de velocidad es 155.8 mph alcanzado en la carrera de milla en el Autódromo Bonneville.

En 2007, las B120 Wraith y F131 Hellcat (valuadas en $92,000 USD) ganaron en primer y segundo lugar respectivamente en el Campeonato Mundial de Construcción de motocicletas modificadas en Sturgis, Dakota del Sur en la categoría de constructores.

### Lista de modelos
- Hellcat Combat F131
- Wraith B120
- Fighter P120